# Die Schwarze Sonne (Hörspielserie)
Die Schwarze Sonne (Untertitel: Das dunkle Geheimnis der Zeit) ist eine Mystery-Hörspielserie von Günter Merlau.

## Handlung
Adam Salton ist, ausgehend vom England des Jahres 1885, auf der Suche nach den Ursprüngen eines Familiengeheimnisses, die ihn über den gesamten Erdball führt. Er wird begleitet von seinem väterlichen Freund Nathaniel de Salis. Nach und nach decken die beiden Protagonisten eine okkulte Verschwörung auf, die auch mit den zeitgenössischen Persönlichkeiten Jules Verne und Helena Blavatsky in Verbindung zu stehen scheint.
Adam kommt seiner Familiengeschichte immer näher, die sich weit in die Vergangenheit und auch in die Zukunft erstreckt. Über Generationen und Kontinente schlängeln sich die Handlungsfäden und Lebenslinien zu einem Gewebe, das die Vorstellung von Raum und Zeit infrage zu stellen scheint und Adam immer wieder mit der Frage nach dem ersten Ursprung allen Seins konfrontiert.
Die Komplexität der Serie fußt in den unterschiedlichen Zeitebenen und historischen Hintergründen. Zahlreiche Verschwörungstheorien und Schöpfungsmythen, bis hin zu Theorien der Quantenphysik, werden raum- und zeitumspannend verknüpft. Die Serie greift Theorien Helena Blavatskys, des Hermetic Order of the Golden Dawn und der Thule-Gesellschaft auf, aber auch das fiktive Philadelphia-Experiment oder Montauk-Projekt. Handlungsorte sind u. a. das ländliche England, Tibet und Australien.

## Veröffentlichungsgeschichte
Die ersten zehn Folgen erschienen ab 2006 unter dem Label Lausch – Phantastische Hörspiele. 2011 stellte die Firma die Eigenproduktion von Erwachsenenhörspielen ein.
2016 übernahm das Hörspiel-Label Maritim die Reihe, während Lausch Medien weiterhin als Produzent fungierte.
Die Serie wird medial begleitet durch einen Podcast, der jede Folge analysiert und Hintergrundinformationen zu den historischen Ereignissen und Personen der Serie aufzeigt.
Die Serie war 2006 für den seit 2000 von Hörspielhörern vergebenen Hörspiel-Award nominiert, Günter Merlau erhielt den zweiten Platz für die beste Regiearbeit.

## Folgen
| Folge | Titel                           | Produktionsjahr | Verlag / Label |
| ----- | ------------------------------- | --------------- | -------------- |
| 01    | Das Schloss der Schlange        | 2006            | Lausch Medien  |
| 02    | Böses Erwachen                  | 2006            | Lausch Medien  |
| 03    | Weißes Gold                     | 2007            | Lausch Medien  |
| 04    | Vril                            | 2007            | Lausch Medien  |
| 05    | Akasha                          | 2007            | Lausch Medien  |
| 06    | Whitechapel                     | 2007            | Lausch Medien  |
| 07    | Goldene Morgenröte              | 2008            | Lausch Medien  |
| 08    | Das verlorene Paradies          | 2008            | Lausch Medien  |
| 09    | Die Herren der Welt             | 2009            | Lausch Medien  |
| 10    | Aiwass                          | 2010            | Lausch Medien  |
| 11    | Heilige Geometrie               | 2016            | Maritim        |
| 12    | Die gekrümmte Zeit              | 2016            | Maritim        |
| 13    | Nedr Gwind                      | 2017            | Maritim        |
| 14    | Dem Tode nah                    | 2017            | Maritim        |
| 15    | Phasenraum                      | 2017            | Maritim        |
| 16    | Anura                           | 2018            | Maritim        |
| 17    | Hölle auf Erden                 | 2018            | Maritim        |
| 18    | Reise zum Mittelpunkt der Sonne | 2019            | Maritim        |
| 19    | Adam Qadmon                     | 2019            | Maritim        |
| 20    | Gefangener No. 7                | 2020            | Maritim        |
| 21    | Atahualpa                       | 2020            | Maritim        |
| 22    | Operation Epsilon               | 2021            | Maritim        |
| 23    | Die geheime Stadt               | 2021            | Maritim        |
| 24    | Erzsébet                        | 2024            | Maritim        |
| 25    | Schauberger                     | 2024            | Maritim        |
| 26    | Freie Energie                   | 2025            | Maritim        |
| 27    | Tharóck                         | 2025            | Maritim        |

## Sprechrollen (Auswahl)
Einige Sprecherinnen und Sprecher und ihre Rollen:
- Christian Stark als Adam Salton
- Horst Stark als Adam Salton (gealtert)
- Harald Halgardt (†) als Nathaniel de Salis
- Konrad Halver (†) als Jules Verne - seit 2018 Thorsten-Kai Botenbender
- Reinhilt Schneider als Elisabeth Báthory / Lady Arabella March
- Jürgen Holdorf als Lemuren-Jack
- Michael Prelle als Edgar Caswell
- Kim Frank als Arthur Conan Doyle
- Achim Buch als Prof. Maartens

Der Autor und Regisseur Günter Merlau übernahm ebenfalls eine Sprecherrolle.